# 楊愔
楊愔（511年—560年4月4日），字遵彥，小字秦王，自称是弘农华阴人（今陕西省华阴县东）人，北魏、东魏、北齐官员。

## 生平
其父楊津，北魏時累為司空侍中，楊愔小時不愛講話，六岁学史，好《左氏春秋》。杨愔一家四世同堂，家门非常兴旺，兄弟同时上学的有三十多人。杨家学馆前有颗柰树，果实落地时，孩子们都去争抢，只有杨愔端坐不动。杨愔的八叔杨𬀩恰巧进入学馆，见到后非常诧异，回头对宾客说：“这孩子恬静和睦，有我们家族的风范。”杨家住宅内有茂密的竹林，杨𬀩于是在竹林边另外修建了一间屋子，命杨愔独居其中，杨𬀩经常用铜盘盛丰盛的饭菜给杨愔，以此督促勉励自己的儿子们说：“如果你们也像遵彦那样谨慎，自然就会得到竹林别室、铜盘重肉。”
永安初年（528年）官至散騎都尉，年十八。高欢曾寻访杨愔，除太原公开府司马，转长史，复授大行台右丞，封华阴县侯，迁给事黄门侍郎，并将庶女嫁给他。
天保元年（550年）高洋自立時，殺魏孝靜帝，將姐姐（孝靜帝的皇后）太原長公主嫁給楊愔，並累封開封王，十分信任。
高洋雖寵幸楊愔，但上廁所時，總叫楊愔拿篾片在旁守候，還用馬鞭抽打楊愔背脊，流血浃袍。杨愔體胖，高洋给他起外号叫“杨大肚”，一日高洋喝醉，用小刀想剖開楊愔的肚子，幸好崔季舒从旁笑语解纷，杨愔才免去一死。有時還用棺材把楊愔放進去，打算活埋，最後總算作罷。由於楊愔能理國事，政治還算清明，人稱“主昏於上而政清於下”。高洋死前，遗诏尚书杨愔、领军大将军高归彦、侍中燕子献、黄门侍郎郑颐等为高殷辅政。高洋死後，癸未，发丧，群臣无下泪者，只有杨愔一人涕泗横流，呜咽不已。
杨愔和燕子献等人商议外调高演和高湛离京（首都邺城）到外地担任刺史。皇太后李祖娥把这道密奏给高仲密的前妻李昌仪看，李昌仪再向太皇太后娄昭君告密。乾明元年（560年），二月乙巳（560年4月4日），尚书省大宴文武百官。杨愔等将去参加，散骑常侍兼中书侍郎郑颐劝他不可前往，杨愔说：“我等精忠体国，常山王拜职岂有不到之理！”宴中被抓，令家奴施以暴打，杨愔等人头破血流，杨愔的一只眼睛被打出来。娄昭君起初想保住女婿杨愔性命，贺拔仁说杨愔已经被打得眼珠迸出，活不了。娄昭君亲自送丧，哭曰：“杨郎忠而获罪。”并命人制造黄金眼珠放入杨愔眼眶下葬。时年五十。

## 家庭

### 父母
- 杨津，北魏使持节、都督并肆燕恒云朔尉汾显九州诸军事、骠骑大将军、并州刺史、北道大行台尚书令
- 源显明，北魏太尉公、凉王源跋孙女，北魏特进、骠骑大将军、冯翊惠公源怀之女[4]

### 兄弟姐妹
- 杨遁，北魏征东将军、金紫光禄大夫
- 杨逸，北魏使持节、平东将军、光州刺史、华阴贞男
- 杨谧，北魏卫将军、金紫光禄大夫、弘农伯
- 杨岐，吕州刺史
- 杨氏，嫁北齐扬州刺史郭元贞

## 延伸阅读
[在维基数据编辑]
 《北齊書/卷34》，出自李百药《北齊書》